# Nana Olavuo
Anastasia "Nana" Olavuo (2001) è una giocatrice di football americano finlandese, che gioca gioca come linebacker per le Turku Trojans..

## Palmarès
- 1 Europeo (2019)
- 1 Naisten Vaahteraliiga (Turku Trojans 2024)
- 1 Superserien för damer (Carlstad Crusaders, 2019)
- 1 Campionato spagnolo di football americano femminile (Barberá Rookies 2022)